# Конференція із застосування есперанто у галузі науки та техніки
Конференція з питань застосування есперанто в науці та техніці (есп. Konferenco pri Aplikoj de Esperanto en Scienco kaj Tekniko, KAEST) - це дворічна конференція щодо застосування створеної міжнародної допоміжної мови есперанто в науково-технічному співтоваристві.
Вперше конференція відбулася в 1978 році в Чехословаччині. Після розпаду Чехословаччини вона проводилася в Чехії, поки не почала проводитись в 2010 році в Словаччині, де її в даний час організовує некомерційна організація E @ I. В 2012 році KAEST в Модрі (Словаччина) включала семінар Вікіпедії, спрямований на початківців, так і просунутих користувачів, організований у співпраці з Wikimedia Словаччини. 

## Минулі конференції
1. AEST 1978, Жиліна: (без конкретної теми)
2. САЕСТ 1980, Усті-над-Лабем: Навколишнє середовище сьогодні та завтра. Проблеми мови спеціаліста та перекладу
3. AEST 1981, Жиліна: Застосування комп’ютерів
4. SAEST 1982, Чеське Будейовіце: Енергетика - глобальна проблема. Проблеми мови спеціаліста та перекладу
5. SAEST 1984, Брно: Перспективи світового виробництва продуктів харчування. Проблеми мови спеціаліста та перекладу
6. AEST 1988, Попрад: Раціоналізація в науці і техніці
7. SAEST 1989, Стражнице : Залізничні перевезення
8. KAEST 1998, Прага: Сучасні засоби комунікації. Термінологічні проблеми
9. KAEST 2000, Прага: Спеціалізовані програми есперанто. Економіка на порозі третього тисячоліття
10. KAEST 2002 (8–10 листопада), Добржиховіце: Спеціалістичні студії з есперанто. Електронні ресурси.
11. KAEST 2004, Добржиховіце: Розмовляючи есперанто в науці та говорячі науки в есперанто
12. KAEST 2006, Добриховіце: Мова та Інтернет та інші дослідження
13. KAEST 2008, Добриховіце: (без конкретної теми)
14. KAEST 2010 (18–21 листопада), Модра: Сучасні технології для есперанто
15. KAEST 2012 (15–18 листопада), Модра: Сучасні освітні методи та технології
16. KAEST 2014 (13–16 листопада), Модра: Архіви та бібліотеки - як захистити та зберегти нашу спадщину
17. KAEST 2016 (17-20 листопада), Модра: Переваги та виклики сучасного спілкування
18. KAEST 2018 (18-21 жовтня), Модра: Еволюція парадигм у науці та техніці